# 干沟村 (卢氏县)
干沟村，中华人民共和国河南省三门峡市卢氏县徐家湾乡所辖的一个行政村。距乡驻地4公里处，全村245户，886人，共分为10个居民组。耕地面积745.5亩。  行政区划代码411224208205。